# Franz de Paula Karl von Colloredo
Franz de Paula Karl von Colloredo-Wallsee (Vienna, 23 marzo 1736 – Vienna, 10 marzo 1806) è stato un politico e nobile austriaco.

## Biografia
Figlio del conte Camillo von Colloredo-Waldsee, Oberhofmeister dell'arciduchessa Maria Anna, e di sua moglie Maria Franziska von Wolfsthal, Franz de Paula Karl nacque a Vienna nel 1736. Nel 1762 sposò la contessa Maria Eleonore Wrbna von Freudenthal. Alla morte della prima moglie si risposò con la contessa Victoria Folliot de Crenneville. Il primo produsse tre figli e tre figlie.
Iniziò la sua carriera nel servizio civile austriaco come consigliere di governo nella Bassa Austria. Nel 1772 divenne Oberhofmeister a Firenze e precettore del futuro imperatore Francesco II. Dopo essere salito al trono nel 1792, questi nominò Colloredo suo ministro di gabinetto. Colloredo svolse quindi un ruolo chiave nel consiglio di stato nei delicati anni della rivoluzione francese e della prima epoca napoleonica.
Dopo le dimissioni di Johann Amadeus Franz von Thugut nel 1801 a seguito della firma della pace di Luneville, Colloredo divenne anche uno dei principali artefici della politica estera dell'impero insieme a Johann Ludwig von Cobenzl. Rimasto fermamente legato agli ideali dell'ancien régime, rimase altresì legato alla figura di Thugut. Subito dopo, complice anche probabilmente il secondo matrimonio con una nobildonna francese, si dimostrò ancora più incline a contrastare la politica napoleonica ed a sostenere la coalizione anti-francese nel 1805.
Dopo lo scoppio della guerra con Napoleone in quello stesso anno, fece pressioni per la nomina di Karl Mack von Leiberich al ruolo di quartiermastro generale. Dopo le battaglie di Ulma ed Austerlitz, queste sconfitte vennero in parte attribuite anche alla mancata preparazione diplomatica del terreno da parte del Colloredo, il quale venne sollevato da ogni suo incarico e morì poco dopo a Vienna.
| Controllo di autorità | VIAF (EN) 80492957 · CERL cnp01149408 · GND (DE) 136089356 |